# Matériel roulant de la ligne sommitale de la Furka
 (janvier 2014).
Si vous disposez d'ouvrages ou d'articles de référence ou si vous connaissez des sites web de qualité traitant du thème abordé ici, merci de compléter l'article en donnant les références utiles à sa vérifiabilité et en les liant à la section « Notes et références ».
Le Matériel roulant de la ligne sommitale de la Furka détail la liste et l'historique du matériel roulant moteur utilisé sur la Ligne sommitale de la Furka.

## Locomotives à vapeur
Pour l'exploitation à la vapeur, plusieurs locomotives à vapeur sont en service au DFB.
Tout d'abord, des locomotives du type HG 3/4 du Chemin de fer Furka-Oberalp numérotées 1, 4 et 9, et aussi des locomotives du type HG 2/3 du Chemin de fer Viège-Zermatt numérotées 6 et 7.
Avec l'action Back to Switzerland qui eut lieu en 1990, des locomotives du type HG 4/4 ont été rapatriées du Vietnam. Ces locomotives, qui d'ailleurs n'ont jamais circulé en Suisse, sont actuellement en cours de révision et de reconstruction aux ateliers d'Uzwil pour leur future mise en service sur la ligne sommitale de la Furka.

### Exploitation
Pendant les 70 jours environ que comporte la saison d'exploitation de la ligne, elles parcourent quelque 4 000 km.

### Entretien
Les travaux d'entretien qui leur sont nécessaires sont effectués pendant la saison d'exploitation par des mécaniciens de locomotive, des chauffeurs et des aspirants dans l'atelier de Realp.
En ce qui concerne les travaux d'entretien qui s'effectuent pendant la période hivernale, mais également lors de révisions périodiques, le personnel des locomotives est assisté par des ouvriers d'atelier. Tout cela se passe sur la base des dispositions de l'ordonnance fédérale sur les chemins de fer éditée par l'Office fédéral des transports (OFT). Quant aux chaudières, elles sont soumises aux prescriptions de l'inspectorat des chaudières de l'Association suisse d'inspection technique (ASIT).

### Les locomotives à vapeur HG 2/3 de type021

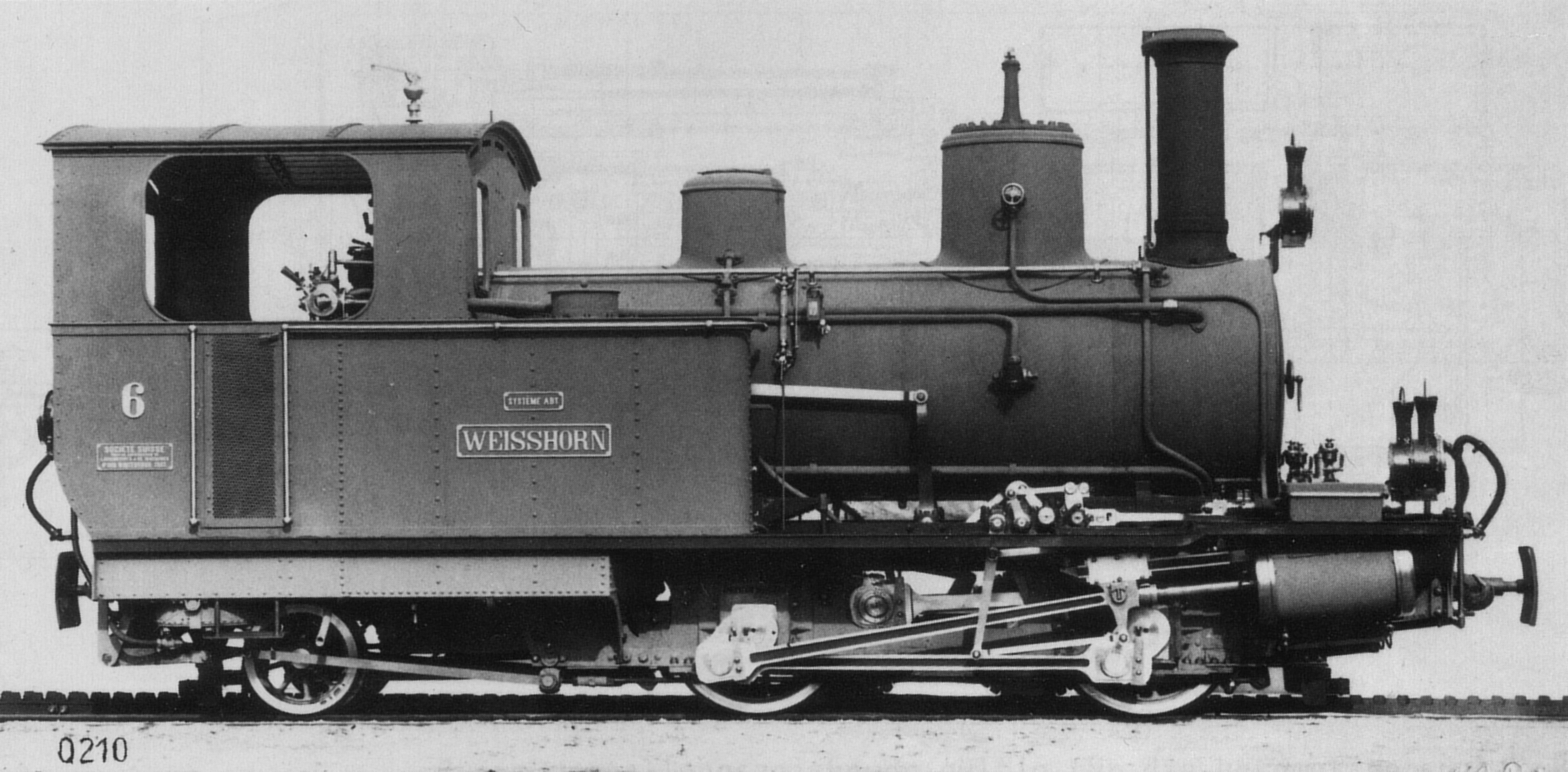
Hg 2/3 en état d'origine

#### Historique
Pour les besoins du trafic sur la ligne longue de 35 km dans la vallée de Zermatt, le Chemin de fer Viège-Zermatt (VZ) (actuellement MGB) disposait de huit locomotives à vapeur de ce type. Elles furent construites entre 1890 et 1908 par SLM Winterthur, avec des entraînements distincts pour l'adhésion et pour la crémaillère du système Abt. Conformément aux normes techniques de l'époque, elles ont été exploitées comme locomotives à 2 entraînements à vapeur humide. Puis, en 1925, les HG 2/3 no 6 "Weisshorn"et no 7 "Breithorn" ont été transformées en locomotives à vapeur surchauffée.
C'est en 1929, année de l’électrification de la ligne du VZ, que les HG 2/3 no 1 et no 5 ont été mises au rebut. Puis, en 1935, c'est au tour de la HG 2/3 no 8 de connaître le même sort que ses deux consœurs. La HG 2/3 no 6 a eu plus de chance et elle put continuer d'être exploitée par le nouveau BVZ (Brigue-Viège-Zermatt). Puis, en 1941, elle fut vendue à la firme Hovag (actuellement Ems-Chemie) à Domat/Ems dans le canton des Grisons, où elle a servi comme locomotive de manœuvre jusqu'en 1965. Ensuite, elle a été exposée au Collège Herold à Coire. C'est en 1988, la DFB a reçu la locomotive HG 2/3 no 6 comme cadeau de la part des jeunes étudiants de Coire sous conditions de la remettre en état de fonctionnement. Cela fut fait en 1989 par les ateliers Oswald-Steam-Werksbahn à Samstagern. Elle fut donc mise en service à partir du 20.10.1989 dans une livrée bleu cobalt. À l'issue de la révision de 2007, faite aux ateliers de Goldau, elle a été repeinte en vert. Cette couleur n'est pas définitive et elle devra encore changer lors de la prochaine révision.
Ainsi, la HG 2/3 no 6 fut la première et, lors de l'ouverture de la ligne entre Realp et Tiefenbach en 1992, l'unique locomotive à vapeur du DFB.
La HG 2/3 no 7 fut gardée par le BVZ et, jusqu'à la livraison de la locomotive diesel HGm 2/2 no 75 en 2002, elle était la seule locomotive à crémaillère du BVZ pouvant rouler sans ligne de contact.
La HG 2/3 no 7 est du même modèle que la no 6. Elle a été construite en 1906 par la SLM avec le numéro de série 1725 pour la compagnie VZ, qui l'a toujours gardée en sa possession. En 2001, elle fut modifiée pour être chauffée au fioul et sa chaudière fut remplacée à la même occasion. Par la suite, elle a régulièrement remorqué les trains nostalgiques du BVZ. Après la fusion du BVZ avec le FO, on pouvait la voir régulièrement tractant des trains historiques du MGB entre Zermatt et Oberwald. Depuis 2010, la HG 2/3 no 7 est prêtée par le MGB au DFB.

#### Fiche technique
- Construction : 1902 (no 6) - 1906 (no 7) par SLM Winterthur pour le VZ
- Acquisition DFB : 1989 (no 6) - 2010 (no 7)
- Mise en service DFB : 1990 (no 6) - 2010 (no 7)
- Longueur hors tampons : 7.62 (no 6) et 7.64 m (no 7)
- Diamètre roue motrice : 900 mm
- Diamètre roue crémaillère : 688 mm
- Empattement : 4 300 mm
- Puissance : 260 (no 6) et 200 kW (no 7)
- Poids à vide : 26 t
- Poids en service : 31.7 (no 6) et 31.6 t (no 7)
- Pression de la vapeur : 12 bars
- Vitesse maximum en adhérence : 30 (no 6) et 32 km/h (no 7)
- Vitesse maximum en crémaillère : 15 (no 6) et 12 km/h (no 7)
- Charge remorquée à 110 ‰ : 38 t
- Réserve d'eau : 2,5 m3
- Réserve de charbon : environ 1.3 t

### Les locomotives à vapeur HG 3/4 de type130

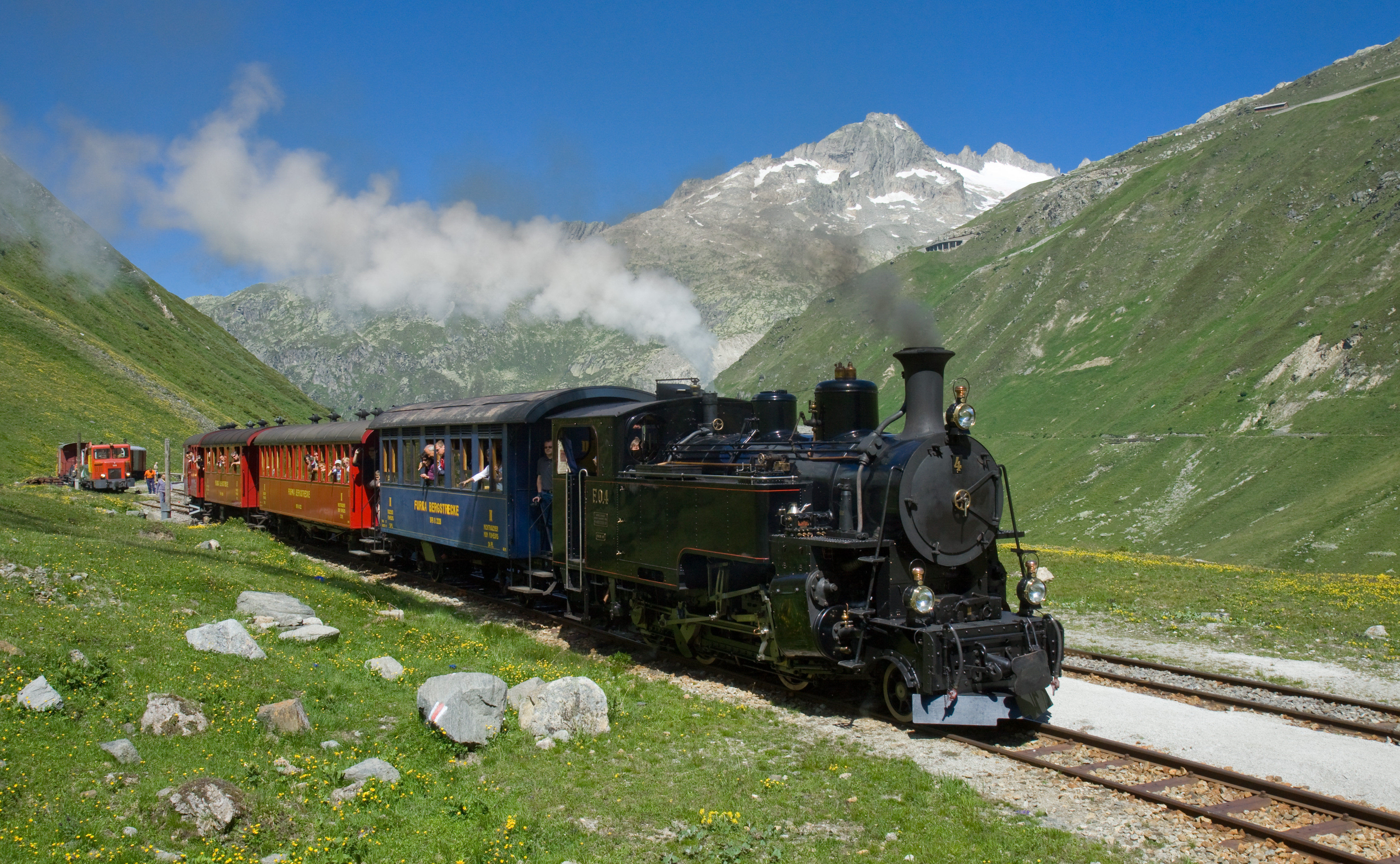
DFB HG 3-4 Muttbach-Belvedere

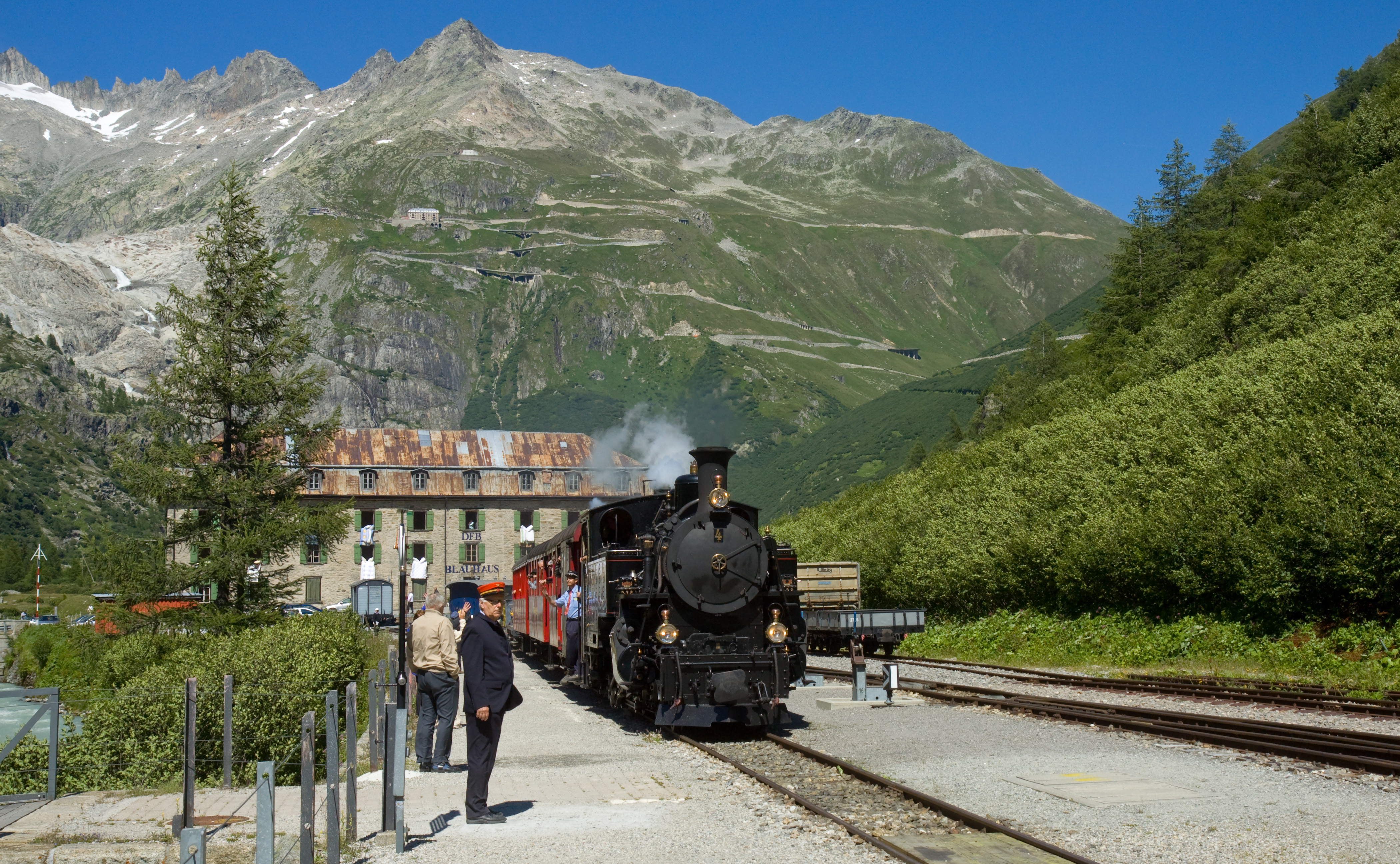
Locomotive HG 3-4 en gare de Gletsch, juillet 2011.

#### Historique
Lors de la mise en service de la ligne, l'ancienne compagnie de Chemin de fer Brig-Furka-Disentis (BFD) a acheté en 1913 et 1914 à la Fabrique suisse SLM à Winterthour les 10 locomotives à vapeur HG 3/4 nos 1 à 10, construites comme locomotive à vapeur à 4 cylindres avec entraînement séparé pour les parcours en adhésion et les parcours à crémaillère du système Abt.
La propriété des 10 locomotives à vapeur passa en 1926 au Chemin de fer Furka-Oberalp (FO), créé pour faire suite au BFD. Les locomotives accomplirent fidèlement leur service sur la ligne longue de 100 km entre Brig et Disentis jusqu'à ce que les travaux d'électrification soient complètement achevés en 1942.
En 1947, les locomotives nos 1, 2, 8 et 9 ont été vendues aux chemins de fer de l'Indochine et du Yunnan, où elles circulèrent sur la ligne Song Pha – Da Lat jusqu'à la fin des années 1970. Au cours d'une action sans précédent nommée Back to Switzerland, les 4 locomotives qui existaient encore ont été rapatriées en Suisse par le DFB en 1990.
Après une révision effectuée par le Reichsbahnausbesserungswerk à Meiningen (Allemagne), les locomotives nos 1 et 9 sont depuis 1993 à nouveau en service à la Furka.
La locomotive no 9 est actuellement en fin de révision dans l'atelier DFB de Realp après avoir subi une révision complète R3 dans les ateliers de Coire, effectuée par du personnel bénévole.
La locomotive no 4 est la seule des 10 locomotives à n'avoir jamais quitté le pays. En tant que véhicule à crémaillère capable de circuler sans ligne de contact, elle a été utilisée par le FO jusqu'en 1972, puis elle a été remisée à Münster. Après avoir été révisée dans les années 1980 par le Club des cheminots amateurs du Haut Valais (OEAK), elle a parfois été utilisée entre 1990 et 1997 sur les parcours en adhésion Brig-Mörel et Niederwald-Oberwald pour tracter des trains spéciaux. En 1997, la locomotive no 4 a été prêtée au DFB par le FO. Au cours de 18 000 heures de travail bénévole, elle a été entièrement révisée par des spécialistes du DFB dans les ateliers de Coire.
Depuis 2006, la locomotive no 4 circule à nouveau sur la ligne sommitale de la Furka dans son aspect original. Le 12.08.2010, le jour de l'ouverture à l'exploitation du dernier tronçon DFB entre Gletsch et Oberwald, la locomotive no 4 a été définitivement donnée en cadeau au DFB par le Matterhorn Gotthard Bahn (MGB, issu de la fusion des deux compagnies de chemin de fer FO et BVZ)

#### Historique des locomotives
- No 1 - Elle fut en service de 1947 à 1969 sur la ligne Thàp Chàm – Dà Lat au Viet Nam et fit son retour en Suisse en 1990. Elle est en service depuis 1992 sous le No DFB 1 – Furkahorn.
- No 2 - Comme la no 1, sauf qu'elle n'a pas été restaurée et elle a servi de pièces détachées.
- No 3 - Elle est restée en service au FO jusqu'en 1967 et fut donnée au Blonay-Chamby. Depuis 1970, elle y roule sous le no DFB 3.
- No 4 - Elle est restée en service sur les réseaux des RhB et FO jusqu'en 1972. En 1997, elle fut tout d'abord prêtée au DFB et finalement donnée en 2010. Elle est en service depuis 2004 au DFB.
- No 5 - Elle est restée en service au FO jusqu'en 1968 et fut démolie par la suite.
- No 6 - Elle fut en service de 1946 à 1951 aux VFD (Voies Ferrées du Dauphiné) et fut démolie par la suite.
- No 7 - Elle fut en service de 1940 à 1943 au BAM (Bière - Apples - Morges), puis de 1947 à 1951 aux VFD (Voies Ferrées du Dauphiné) et fut démolie par la suite.
- No 8 - Comme la no 1, sauf qu'elle n'est pas restaurée et elle sert pour les pièces détachées.
- No 9 - Comme la no 1. Elle est en service depuis 1992 sous le no DFB 9 - Gletschhorn. Acquise par la DFB en 1993, elle fut entièrement révisée (R3) aux ateliers de Coire, Goldau et les finitions se firent à Realp. Cette grande révision eut lieu entre le 1er octobre 2007 et le 18 octobre 2013.
- No 10 - Elle est restée en service au FO jusqu'à ce qu'elle fut démolie par une avalanche le 15 mai 1965. Cet accident fit 3 morts et un blessé grave.

#### Fiche technique
- Longueur hors tampons : 8 750 mm
- Diamètre des roues motrices : 910 mm
- Diamètre des roues crémaillère : 688 mm
- Nombre de dents : 18
- Empattement : 5 330 mm
- Puissance : 440 kW (600 CV)
- Poids à vide : 34 t
- Poids en ordre de marche : 42 t
- Pression en chaudière : 14 bars
- Surface de la grille : 1,3 m²
- Surface de chauffe : 63 m²
- Contenance du réservoir à eau : 2,6 m³
- Réserve en eau : 3,15 m³
- Réserve de charbon : environ 1,3 t
- Vitesse maximum en adhérence : 45 km/h
- Vitesse maximum en crémaillère : 20 km/h
- Charge remorquée à 110 ‰ : 60 t

### Les locomotives à vapeur HG 4/4 de type040

#### Historique
C'est entre 1924 et 1930, (la fabrique SLM à Winterthur) que furent livrées en Indochine, l'actuel Vietnam, 7 locomotives (Nr. 701-705, 708, 709) et la Maschinenfabrik Esslingen 2 locomotives (Nr. 706, 707, selon les plans de la SLM) à l'ancienne compagnie de chemin de fer "Compagnie Générale des Colonies, Paris".
Les machines ont circulé jusqu'en 1975 sur la ligne Song Pha – Da Lat. En 1947, les locomotives ont reçu les nouveaux numéros VHX 40 301 - 40 309.
Plusieurs locomotives ont survécu à la guerre du Vietnam. Toutefois, après la mise hors service définitive de la ligne en 1975, elles restèrent sans entretien dans un dépôt à l'air libre et se mirent totalement à rouiller.
En 1990, dans le cadre de la remise en service de la ligne sommitale de la Furka, le DFB a rapatrié en Suisse les deux locomotives HG 4/4 no. 40 304, resp 704 et 40 308, resp. 708, ainsi que 4 autres locomotives HG 3/4, au cours d'une action sans précédent nommée Back to Switzerland.
Contrairement à toutes les autres locomotives du DFB, les HG 4/4 n'ont jamais circulé en Suisse.

#### Situation actuelle
Depuis 2006, les deux locomotives 704 et 708 sont reconstruites dans leur état original par des spécialistes qualifiés dans les ateliers DFB de Coire (depuis 2013 à Uzwil). Pendant leur séjour dans la jungle vietnamienne, les locomotives ont considérablement souffert. Les châssis étaient inutilisables et ils ont dû être totalement reconstruits en utilisant, dans la mesure du possible, les pièces dont l'état était encore acceptable. Cette reconstruction a été très largement soutenue par la firme Stadler AG et, à fin 2011, les nouveaux châssis ont pu être transférés de Winterthur aux ateliers DFB de Coire.
Le "fondement" étant à disposition, la reconstruction des locomotives a pu commencer. On ne travaille toutefois en parallèle que lorsque cela s'avère judicieux. La locomotive 704 a la priorité. Pour l'instant, la mise en place du bloc de cylindres, ainsi que des installations de traction et des appareils de choc est en cours.
Parallèlement se déroulent les difficiles travaux de réparation et de révision de la chaudière. Diverses pièces doivent être remplacées. Les chambres à vapeur et la tuyauterie doivent être reconstruites. De même, les boîtes à feu, ainsi que la cabine de conduite et les réservoirs à eau doivent être également refabriqués. Les blocs de cylindres sont en travail et les blocs de roues motrices, révisés par les firmes Stadler AG et Steck à Bowil, sont sur le point d'arriver à Uzwil.
La plus grande partie des armatures sont prêtes à être montées, c'est-à-dire qu'elles ont été révisées ou reconstruites.
Pour que les locomotives puissent parcourir sans problèmes les courbes quelque peu plus serrées du DFB, quelques petites adaptations des locomotives et aussi de la voie sont nécessaires. En ce qui concerne les locomotives, le jeu latéral des essieux moteurs 1 et 4 est augmenté. Quant à la voie, des adaptations doivent être faites aux aiguilles de Realp et de Gletsch. À d'autres aiguilles, la conduite de la roue sera légèrement corrigée. Ces adaptations seront effectuées dans le cadre des travaux normaux de construction et d'entretien et ils seront terminés pour la mise en service de la première HG 4/4.
Plusieurs milliers d'heures seront encore nécessaires pour atteindre l'objectif ambitieux de mettre une de ses locomotives (normalement la 704) en service au début de la saison 2015. Une fois sur les rails, ces locomotives à vapeur à crémaillère du système métrique seront les plus puissantes d'Europe.

#### Fiche technique[4]
- Construction : 1924 (no 704) - 1930 (no 708) par SLM Winterthur
- Acquisition DFB : 1990
- Mise en service DFB : juin 2018 (pour tests)
- Longueur hors-tout : 8950 mm
- Largeur hors-tout : 2610 mm
- Hauteur hors-tout : 3510 mm
- Poids à vide : 36.5 t
- Poids en service : 45 t
- Puissance : 820 CV, 600 kW
- Vitesse maximum en adhérence : 40 km/h
- Vitesse maximum en crémaillère : 15 km/h
- Charge remorquée à 110 ‰ : 75 t
- Pression de la chaudière : 14 bars
- Surface de grille : 1.65 m2
- Surface de chauffe : 71.5 m2
- Surface du surchauffeur : 20.9 m2
- Diamètre roues motrices : 865 mm
- Empattement : 4440 mm
- Diamètre roues motrices crémaillère : 840 mm
- Nombre de dents : 22

## Locomotives diesel

### Utilisation
Les véhicules sont utilisés d'une part pour les besoins de la division des travaux et, d'autre part, pour l'exploitation des trains de voyageurs proprement dite.

#### Pour la division des travaux
Les locomotives servent au déblaiement de la neige et de la mise en service de la ligne pendant 4 à 5 semaines durant la période de mai à juin. Elles servent également pour le transport du personnel, des machines et du matériel sur tous les chantiers accessibles le rail durant la période de juin à octobre. Elles sont aussi utilisée pour toute la mise en hivernage de la ligne. c'est-à-dire le démontage des signaux, des passages à niveau et des blocs d'aiguilles, mais également pour la mise en position d'hiver du pont du Steffenbach et, bien entendu, la fermeture des portes de tous les tunnels durant les premières semaines d'octobre. Lors de graves intempéries, elles servent au contrôle de la ligne avant le passage du premier convoi. Elles sont aussi utilisées pour divers service de manœuvres dans les diverses gares. Diverses courses de service sont également nécessaires pour pouvoir effectuer les mesures de freinage sur crémaillère qui doivent être faites chaque année sur les locomotives à vapeur avant l'ouverture à l'exploitation. À cet effet, un tracteur diesel est utilisé comme wagon de mesure, mais également pour la traction du wagon de graissage de la crémaillère qui doit être faite régulièrement.

#### Pour le service voyageurs
Par mesures de sécurité, les trains à vapeur circulant entre Muttbach et de Furka qui traversent ainsi le tunnel de faîte sont soutenus par un service de pousse fourni par un tracteur diesel. Ce service constitue une mesure de sécurité supplémentaire en cas de panne éventuelle de la locomotive à vapeur et permet une évacuation rapide des passagers en dehors du tunnel.
En cas de risques d'incendie, la traction à vapeur entre Oberwald et Gletsch est supprimée. C'est la locomotive diesel louée au MGB, la HGm 4/4, qui est alors utilisée en remplacement de la locomotive à vapeur. Toujours en cas d'incendie, les trains à vapeur montants doivent être suivis entre Oberwald et le rocher situé en-dessous du tunnel hélicoïdal par un train extincteur.
Afin d'améliorer la desserte de Gletsch, des trains supplémentaires circulent sur le trajet Oberwald - Gletsch - Oberwald. Sous la désignation "Aventure dans les gorges du Rhône", les trains circulent avec des voitures historiques et ce service est assuré par la locomotive diesel louée au MGB HGm 4/4.

### Draisine Xmh 4961

#### Historique
La draisine circulait sur la ligne sommitale de la Furka déjà du temps où circulait le FO. Elle fut surtout utilisée pour l'entretien de la ligne de contact. Elle fut mise au rebut en 1982.
Après l'achat par le FO d'un nouveau véhicule de service, la draisine Xmh 4961 est devenue superflue et elle fut reprise par le DFB. Depuis la fin 1988, ce véhicule est utilisé par le DFB pour les transports de personnel et du ravitaillement. Elle est idéale pour de petits services tels que le contrôle de la ligne, le transport du ravitaillement sur les chantiers et bien d'autres petites tâches. Durant l'hiver 1999-2000, la draisine fut complètement démontée et un nouveau châssis plus stable a été monté. Quelques éléments de l'entraînement et de la conduite, ainsi que toutes les installations électriques furent modifiés et améliorés. Pour permettre le montage ultérieur d'un frein à ressort, seule une conduite à air comprimé a été montée sur le véhicule. Par conséquent, le changement adhésion/crémaillère est commandé pneumatiquement.

#### Données techniques
- Construction : 1945 par Asper Maschinenfabrik à Küsnacht avec le numéro de véhicule X 1031.
- Modification : 1959 en Xmh 4961
- Acquisition DVB : 1988
- Mise en service DFB : 1988
- Moteur : Moteur industriel VW (essence sans plomb)
- Puissance : 18 kW (31 CV)
- Freins à main : Agit sur les deux essieux
- Freins à disques : Actionné aux pieds et agissant directement sur la crémaillère ou sur l'essieu arrière en adhérence
- Longueur hors tampons : 2580 mm
- Largeur : 1340 mm
- Poids à vide : 900 kg
- Poids en service : 1,3 t
- Vitesse maximale en adhérence : 30 km/h
- Vitesse maximale en crémaillère : 20 km/h

### Mise au rebut
- Le Tm 2/2 no 68, fut construit par Robert Aebi à Zürich en 1948, fut acquis en 1990 et mis en service en 1992. Il provient des RhB[7].
- La draisine Xmh no 3962, fut construite par Victor Asper Maschinenfabrik à Küsnacht en 1941. Elle fut acquise et mis en service en 1988 et mis au rebut, puis démoli en 1997 à la suite d'un accident. Elle provient de la ligne Brunig-Napf-Reuss.
- Le Xm Toni, fut acquis et mis en service en 1985 et mis au rebut en 2005. Depuis 2008, il se trouve au musée du DFB après sa remise à son état d'origine.